# Divination (Religionswissenschaft)
In den Religionswissenschaften und speziell in der Exegese und Hermeneutik bedeutet Divination (abgeleitet von lat. divinum = das Göttliche) das Ahnen des Heiligen in Naturphänomenen und irdischen Begebenheiten.

## Antike und ethnische Religionen
In der römischen Religion war Divination gleichbedeutend mit Mantik, der Kunst der religiösen Wahr- und Weissagung. In den antiken Religionen und in den Überlieferungen vieler ethnischer Religionen nimmt u. a. der Traum wegen seiner divinatorischen Verwendungsmöglichkeiten eine herausragende Stellung ein.

## Romantische Hermeneutik
F. E. Schleiermacher (1768–1834) machte auf ein Gefühl „schlechthinniger Abhängigkeit“ von Gott aufmerksam, in dem die Einheit mit dem Ganzen und Ewigen erlebt werden kann. Damit wurde der Weg einer psychologischen Interpretation beschritten, siehe etwa auch die psychologische Interpretation des Animismus. In der Gottidee werde, so Schleiermacher, die absolute Einheit des Idealen und Realen mit Ausschluss aller Gegensätze gedacht. Dagegen komme in dem Begriff der Welt die relative Einheit des Idealen und Realen unter der Form des Gegensatzes zum Ausdruck. Damit stellte Schleiermacher das Verständnis von Texten unter den Primat des Subjekts. Er verwendete den Begriff des „künstlerischen Denkens“ und trug damit der schöpferischen Leistung des Genies Rechnung. Das Verständnis gründe auf einer Art von Kongenialität mit der genialen Produktion bzw. auf einer Art von Empathie in die Individualität des Verfassers, „indem man sich gleichsam in den anderen verwandelt“. Diese kongeniale menschliche Fähigkeit scheint einem methodisch begründeten Verständnis zu widersprechen. Schleiermacher folgt Friedrich Ast und der gesamten hermeneutischen Tradition, indem er als wesentlichen Grundzug des Verstehens anerkennt, dass sich der Sinn des einzelnen immer nur aus dem Zusammenhang und damit letztlich aus dem Ganzen ergibt. Damit ist ein hermeneutischer Zirkel gegeben. Schleiermacher distanziert sich jedoch von einem dogmatischen Kanon, wie er in der katholischen und in gewisser Weise auch reformatorischen Theologie das Ganze repräsentieren und so das Schriftverständnis leiten soll. Er geht vielmehr von der fortgesetzten und sich ständig erweiternden Gegenüberstellung des einzelnen und des Ganzen aus, die er als „divinatorische Transposition“ bezeichnet, „bis dann am Ende erst wie auf einmal alles einzelne sein volles Licht erhält“.

### Historische Schule
Leopold von Ranke (1795–1886) und Johann Gustav Droysen (1808–1884) bestätigten im Gedanken der Universalgeschichte die genannten hermeneutischen Prinzipien. Diese historische Schule sah sich in einem quasi theologischen Selbstverständnis verwirklicht. Eine fortschreitende geschichtliche Forschung war nur denkbar, wenn die eigene endliche und begrenzte Erkenntnis einem göttlichen Geist gegenübergestellt wird, dem die Dinge in ihrer Vollendung bekannt sind. So schreibt Ranke: „Die Gottheit ... denke ich mir so, daß sie, da ja keine Zeit vor ihr liegt, die ganze historische Menschheit in ihrer Gesamtheit überschaut und überall gleich wert findet.“ Hierbei war das alte Ideal des unendlichen Verstehens maßgeblich. Das Urbild historischer Treue und Gerechtigkeit ist hier die Idee des unendlichen Verstandes (intellectus infinitus) und der Gleichzeitigkeit in der Betrachtung durch den Verständigen (omnia simul), siehe auch den philosophischen Begriff der Epoche. Ranke sprach von „Selbstauslöschung“ bei diesem Erkenntnisprozess. Daher darf man sein Vorgehen nicht als psychologisch-subjektiv missverstehen. Es ist für ihn Teilhabe am Leben der anderen ohne begriffliche Vermittlung in einem beinahe religiösen Sinne.

### Simultaneität
Søren Kierkegaard (1813–1855) hat dem Begriff der Simultaneität (Gleichzeitigkeit - omnia simul) eine besondere theologische Prägung gegeben. Gleichzeitigkeit stellt damit eine besondere Aufgabe für das Bewusstsein dar. Es handelt sich insbesondere um eine Leistung, die vom Glaubenden erwartet wird. Es geht darum, die geschichtliche Heilstat Christi so total ins Jetzt zu vermitteln, dass sie für den Glaubenden als gegenwärtig erfahren und erlebt bzw. entsprechend ernst genommen wird.

## Kritik
Kritik an der ausschließlich psychologischen Interpretation divinatorischer Erkenntnisse hat Manfred Frank geübt. Gestützt auf Einsichten des Strukturalismus und Poststrukturalismus hat er sich der grammatischen Interpretation bei Schleiermacher gewidmet. - Martin Heidegger hat auf die Gefahren eines zu engen Vorverständnisses hingewiesen, das nicht bei sich selbst steckenbleiben darf, sondern auch zum Erfassen des historisch Anderen vordringen muss.